# لوسیان لیس
لوسیان لیس (لهستانی: Lucjan Lis; ۸ اوت ۱۹۵۰ – ۲۶ ژانویهٔ ۲۰۱۵) دوچرخه‌سوار اهل لهستان بود.
وی در مسابقات کشوری و بین‌المللی در مجموع برندهٔ ۱ مدال طلا، ۱ مدال نقره، ۱ مدال برنز شده‌است.